# Dresserus fontensis
Dresserus fontensis is een spinnensoort uit de familie van de fluweelspinnen (Eresidae).
De wetenschappelijke naam van de soort werd in 1928 gepubliceerd door Reginald Frederick Lawrence.